# Smilax odoratissima
Smilax odoratissima är en enhjärtbladig växtart som beskrevs av Carl Ludwig von Blume. Smilax odoratissima ingår i släktet Smilax och familjen Smilacaceae. Inga underarter finns listade.